# Arrigo Boldrini
(Arrigo Boldrini)
Arrigo Boldrini, nome di battaglia "Bülow" (Ravenna, 6 settembre 1915 – Ravenna, 22 gennaio 2008), è stato un partigiano e politico italiano.

## Biografia
Nato a Ravenna il 6 settembre 1915, figlio di Carlo, vetturino e popolare figura dell’internazionalismo romagnolo e di Angelina Gulinelli, casalinga. Negli anni venti frequentò, assieme a Benigno Zaccagnini, la parrocchia ravennate di Santa Maria in Porto retta da don Giuseppe Sangiorgi, amico di don Minzoni (martire antifascista ucciso dagli squadristi). In quegli anni si distinse per quello spirito inquieto e ribelle che lo accompagnerà per tutta la vita. Espulso per turbolenza e sobillazione dal collegio della Scuola Agraria di Cesena. Diplomatosi Perito agrario, nel 1935 viene ammesso alla scuola allievi ufficiali di complemento presso il  94° Reggimento di fanteria "Messina", a Fano, passò poi all’11° Reggimento  "Casale" di Forlì, come aspirante ufficiale congedandosi, alla fine dell’anno successivo, col grado di sottotenente.
Iscrittosi al Partito Nazionale Fascista per ragioni occupazionali nel 1937, ed è assunto all’Eridania, a Ravenna, come e addetto alla misurazione del lavoro che veniva concesso a cottimo ai braccianti. Realtà che lo mise a contatto con il mondo bracciantile e contadino. Nel settembre del 1939 aderiva alla MVSN, pensando erroneamente di evitare la partenza per il fronte. L’8 settembre del 1939 fu richiamato nella milizia come capomanipolo (grado della milizia che corrispondeva a quello di tenente), prima ad Alfonsine e poi a Modigliana e vi rimase  fino al 29 settembre dello stesso anno, quando, capito di aver fatto un errore, cercò lasciare la milizia e grazie all’aiuto di Andrea Zoli, ufficiale medico, riuscì a farsi congedare per motivi di salute e a non essere più richiamato, adducendo motivi di salute. Nel 1939, rimasto nuovamente disoccupato, si iscrisse all'Università, che dovette interrompere a seguito del richiamo nel 1940, sempre a Fano, al 98° Reggimento, per un mese di istruzione. Quindi poi è inviato a S. Piero in Bagno e probabilmente, in luglio, è congedato come tenente di complemento. Alla fine dello stesso anno fu assunto dalla sessione della Cerealicoltura di Littoria e trasferito per lo stesso ente prima a Padova e poi, fino al 1942, a Napoli, ove conobbe il poeta Libero Bovio, entrando in contatto durante le sue esperienze lavorative con ambienti antifascisti. Di nuovo richiamato alle armi l'8 luglio del 1942, dopo un breve corso di istruzione presso il 12° fanteria di Cesena, passò in Montenegro, destinato al comando della Compagnia comando reggimentale del 120° fanteria “Emilia”, nella zona delle Bocche di Cattaro.
Rientrato a Ravenna per la morte della madre, nell’ottobre del 1942 fu contattato da diversi amici, di orientamento antifascista e avvertito che in Italia le cose stavano per cambiare e il fascismo era ormai alla fine. Costretto a rientrare in Montenegro, cercò di tornare in Italia e vi riuscì con l’aiuto del tenente medico Ambrosini di Pesaro, che lo fece ricoverare in ospedale a Meline, per una finta “colite acuta con perdite di sangue”. Da lì partì poi per Ravenna, dove arrivò il 19 luglio 1943. Nell'agosto dello stesso anno aderì al clandestino Partito Comunista Italiano e, dopo l'8 settembre fu tra i principali organizzatori della Resistenza in Romagna. La sera dell’8 Settembre incitò pubblicamente nella piazza Garibaldi di Ravenna i cittadini a combattere I nazifascisti. A stento con l’aiuto della futura martire Natalina Vacchi sfuggì alla cattura.

### La Resistenza

#### La lotta clandestina

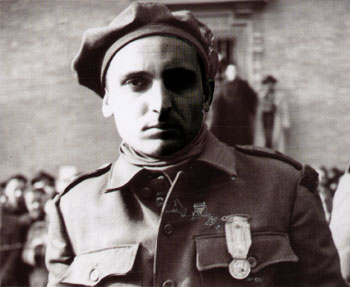
Arrigo Boldrini durante la Resistenza.

L'11 settembre 1943, prese parte alla riunione fondativa della Resistenza romagnola, tenutasi all'Hotel Mare-Pineta di Milano Marittima dove propose per la prima volta la tesi della "pianurizzazione" della lotta armata. Alla riunione parteciparono, oltre a lui, Mario Gordini, Ennio Cervellati, Giuseppe D'Alema, Giovanni Fusconi, Gino Gatta, Rodolfo Salvagiani, Agide Samaritani, Virginio Zoffoli e altri.
Il giorno successivo, il 12 settembre, un piccolo gruppo disarmato al comando di Boldrini attuò la prima azione partigiana nell'area ravennate, conosciuta come "la beffa di Savio", riuscendo a trafugare un ingente quantitativo di armi travestendosi da militari. Il gruppo era composto da Pierino Saporetti (Sarega), Giovanetti, Rocchi, Giannettoni, Primo Bandini (Noco), Giovanni Fusconi (Isola) e "quel giovane di S. Pierino". Pur operando come dirigente partigiano si mosse liberamente nel territorio ravennate fino all'8 gennaio 1944, data dalla quale entrò nella clandestinità a seguito di un attentato in cui, durante il ritorno a casa dalla consueta cena col padre, fu fatto segno da alcuni colpi d'arma da fuoco da parte di ignoti fascisti, che gli bucarono la manica del cappotto e una falda del cappello.
Membro del gruppo di comando militare romagnolo del PCI, successivamente ufficiale di collegamento del CUMER (Comando Unico Militare Emilia-Romagna) e responsabile militare per il C.L.N. della zona di Ravenna, ebbe un ruolo di primo piano nel comando della 28ª Brigata Garibaldi "Mario Gordini": le spiccate capacità di stratega e la sua teorizzazione della "pianurizzazione" della guerra partigiana (fino ad allora immaginata possibile solo sulle colline o sulle montagne) gli valsero il soprannome "Bulow". Infatti, in una riunione, uno dei suoi compagni, Michele Pascoli, colpito da un suo piano strategico, esclamò in dialetto: "Mo' chi sit, Bulow?" ("Ma chi sei, Bulow?"), alludendo al generale prussiano Friedrich von Bülow che combatté contro Napoleone.
La "pianurizzazione" si basava su una centrata analisi della società ravennate, secondo la quale i ceti contadini, operai, assieme ad alcuni ceti urbani, avrebbero potuto costituire una rete clandestina in grado di sostenere e proteggere i gruppi combattenti partigiani. Oltre a questo la “pianurizzazione” si fondava sulle caratteristiche del territorio contenente estese zone vallive che impedivano i rastrellamenti tedeschi.

#### La guerra sul fronte
Preceduta da mesi di intensa guerriglia condotti nel ravennate, alla fine del 1944 lo sfondamento della Linea Gotica e la liberazione di Forlì (9 novembre) crearono i presupposti per la liberazione anche del territorio ravennate, a cui lo stesso Boldrini contribuì facendosi ideatore e proponente, durante incontri segreti presso il Comando dalle forze alleate, di un piano strategico che, coinvolgendo a sud della linea del fronte le forze alleate ed a nord le forze partigiane, permettesse la conquista di Ravenna e la liberazione della intera Romagna. Anche se il piano non ebbe pieno successo a causa della inaspettata defezione all'ultimo momento degli alleati, esso consentì tuttavia la liberazione della città avvenuta il 4 dicembre 1944. Infatti I partigiani nella successiva “ battaglia delle valli” dovettero fronteggiare la controffensiva alleata fino al tardivo arrivo dei britannici con la conseguente strage nazista di Sant’Alberto. In questa battaglia Bulow fu ferito di striscio da una granata. 
Nominato alla fine del 1944 comandante della rinominata 28ª Brigata Garibaldi "Mario Gordini" partecipò, in concorso con le forze alleate ed alle dipendenze del Gruppo di Combattimento "Cremona" del Regio Esercito, al forzamento del fiume Senio ed alla conquista delle zone attorno al Delta del Po, fino alla definitiva capitolazione delle forze nazifasciste ed alla smobilitazione della formazione partigiana il 20 maggio 1945.
Fu proprio a seguito della stretta collaborazione dimostrata con le forze alleate, e di loro iniziativa, che il 4 febbraio 1945 nella gremitissima Piazza Garibaldi di Ravenna, il generale Richard McCreery, comandante dell'8ª Armata britannica, appuntò al petto di "Bulow", comandante di un'unità combattente riconosciuta dal Comando alleato, la Medaglia d'oro al valor militare dopo averla proposta al Governo italiano per il riconoscimento del significativo contributo dato alla liberazione dal comune nemico nazifascista (a cui farà seguito, significativamente, la consegna di un'antica medaglia garibaldina da parte dei suoi partigiani): dall'inizio della Resistenza era la prima volta che un partigiano attivo in territorio liberato veniva decorato al valor militare.
Lo storico Guido Crainz ha dichiarato: "Boldrini significa essenzialmente due cose: l'idea che la Resistenza per essere vincente doveva essere di popolo e la scelta conseguente era praticare la lotta armata in pianura. Fu una scelta vincente perché ebbe il merito storico di dare fiducia al mondo contadino". Già in precedenza lo storico Roberto Battaglia aveva evidenziato che "l'attività ed il rapporto tra la 28ª Brigata Garibaldi e l'8ª Armata Britannica fu l'episodio più significativo di tutta la campagna d'Italia sotto l'aspetto collaborativo fra partigiani e Alleati".

#### L'eccidio di Codevigo
Nel periodo tra la fine di aprile e la fine di giugno (come affermato dal parroco di Codevigo), a cavallo della fine della guerra in Italia, la 28ª Brigata partigiana Garibaldi "Mario Gordini" fu operativa nella zona di Codevigo unitamente a militari del Gruppo di combattimento "Cremona", da cui dipendeva militarmente, e a quattro brigate partigiane venete. Qui, finita la guerra, dalla fine di aprile alla metà di giugno 1945 ebbe luogo la strage ad opera di ignoti di un numero imprecisato di militari fascisti dei quali furono rinvenuti 136 corpi in parte sepolti e in parte trascinati da i fiumi Brenta e Bacchiglione. Le vittime erano in maggioranza componenti della Guardia Nazionale Repubblicana e delle Brigate Nere, ed altri civili ritenuti collaborazionisti.
Queste uccisioni sono imputabili a schegge impazzite di derivazione varia, mai rintracciati che agivano di notte in un'area di perimetro di 90 km, fuori e contro gli ordini dei comandi militari. In quei giorni la 28 brigata era comandata di riposo.
I rastrellamenti in zona furono eseguiti dal Gruppo di Combattimento Cremona. È pertanto impossibile attribuire la responsabilità dei fatti ad un corpo militare.
Decenni dopo questi fatti alcuni ricercatori accusarono Boldrini, di esserne responsabile diretto o indiretto, in quanto comandante della 28ª Brigata: tuttavia, nonostante l'avvio sin dall'immediato dopoguerra di indagini in merito all'episodio, egli non fu mai indiziato per tali fatti, né fu soggetto a procedimenti penali o beneficiario di amnistie, in quanto scagionato dal Comando dell’8 Armata e dal Cremona che conoscevano la situazione. I diffamatori subirono solo condanne dai Tribunali ravennate e bolognese. Cinque condanne ottenute dal figlio Carlo tra il 2017 e il 2024. In precedenza lo stesso Boldrini aveva obbligato Vittorio Sgarbi a ritrattare la diffamazione, scusarsi e pagare una penale d’indennizzo.

### Il dopoguerra
Arrigo Boldrini ha impersonificato i motivi etici e politici alla base della lotta della Resistenza italiana, costituendone uno dei più autorevoli e credibili rappresentanti a livello istituzionale: in questa veste, a partire dal 1947, rappresentò l'Associazione Nazionale Partigiani d'Italia, quale Presidente Nazionale, della quale era Segretario nazionale dal primo congresso (1947) e poi Presidente fino al quattordicesimo (2006), nel quale fu proclamato per acclamazione Presidente Onorario.
Membro della Consulta Nazionale prima e dell'Assemblea Costituente poi, venne eletto alla Camera dei deputati nella I, II, III, IV, V, VI legislatura, nella XII Circoscrizione (Bo-Fe-Fo-Ra) anche come capolista P.C.I., nonché Senatore nella VII, VIII, IX, X, XI legislatura, in Emilia-Romagna nel Collegio di Ravenna. Fu cioè parlamentare dal 1945 al 1994.
Al Parlamento fu firmatario di 150 proposte di legge e fu Vice Presidente della Camera dal 1968 al 1976; fu Vice Presidente della Commissione Difesa per più legislature; fu membro, in rappresentanza dell'Italia, dell'Unione Europea Occidentale per alcuni anni. Fu Consigliere Comunale a Ravenna; Presidente della Fondazione del Corpo Volontari della Libertà fino al 2008. Ripetutamente proposto per la nomina a senatore a vita, fu studioso di politica militare ed internazionale e autore di numerose pubblicazioni. Nel 1994 si ritirò dalla politica parlamentare, a 79 anni e volontariamente.
Dirigente regionale e nazionale del Partito Comunista Italiano, è stato membro del Comitato Centrale e della Direzione Nazionale del Partito.
Nel Pioniere dell'Unità del 1965 nel n° 14 venne pubblicato l'articolo "Volontari della libertà".
Nel luglio 1960 un gruppo di neofascisti incendiò la sua abitazione a Ravenna, ma Boldrini ne uscì illeso.
Nel 1991 aderì al Partito Democratico della Sinistra e poi ai Democratici di Sinistra fino al 2005, ricoprendo sempre incarichi direttivi nazionali. Nel 2005 abbandonò l’adesione ai Democratici di Sinistra insoddisfatto dai programmi e dalla politica di quel partito. Non aderí poi a nessun altro partito, spegnendosi pochi anni dopo all'età di 92 anni nell'ospedale della sua città natale.

## Opere
- A. Boldrini, Il patrimonio artistico di Ravenna e la guerra, in "Il Movimento di Liberazione in Italia", n. 70/1963, Milano (anche in L. Bergonzini (a cura di), "La Resistenza in Emilia-Romagna", Il Mulino, Bologna, 1976.
- A. Boldrini - Aldo D'Alessio, Esercito e politica in Italia, Editori Riuniti, Roma, 1974.
- A. Boldrini - Luigi Martini, Pianurizzazione della guerra di Liberazione nel Ravennate, in "L'Emilia-Romagna nella Guerra di Liberazione", Vol. I, De Donato, Bari, 1975.
- A. Boldrini (con la collaborazione di Fernando Etnasi e di Renato Bertolini), Enciclopedia della Resistenza, Teti, Milano, 1980.
- A. Boldrini, Diario di Bulow. Pagine di lotta partigiana 1943-1945, Vangelista, Milano, 1985 (riedito da Odradek, Roma, 2008. ISBN 978-88-86973-95-3).

## Onorificenze
- Boldrini venne inoltre insignito di onorificenze[Specificare quali] anche da parte della Jugoslavia, Cecoslovacchia, Unione Sovietica e Stati Uniti.

## Altri riconoscimenti
A Boldrini venne concessa la cittadinanza onoraria da parte dei comuni di Alfonsine, Fusignano, Comacchio, Reggello, Abbadia San Salvatore, Maglie, Tricase, Campi Salentina, Rossiglione, Anzola dell'Emilia e Donada.
Venne anche insignito di numerosi riconoscimenti civici, tra i quali le medagli d'onore dei comuni di Genova e Savona, i Sigilli Civici di Aquileia, il Gigliato d'Oro di Firenze e la Livornina di Livorno.
Vie intitolate a Boldrini si trovano a Granarolo dell'Emilia, Bentivoglio e Ravenna, città che ospita anche un monumento a lui dedicato.

## Videografia
- In Giorni di gloria è mostrata la cerimonia della decorazione di Boldrini da parte dell'esercito britannico.
- Testimonianza audiovisiva sull'Italia Repubblicana: Arrigo Boldrini, regia di Ansano Giannarelli, Archivio audiovisivo del movimento operaio e democratico, 1985 (trascrizione dell'intervista)
- Bulow, VHS, regia di Fausto Pullano e Silvia Savorelli, Archivio audiovisivo del movimento operaio e democratico, Roma, 1999 (e in DVD, Valter Casini Editore, 2005).[32]